# Kanton Villers-Cotterêts
Kanton Villers-Cotterêts (fr. Canton de Villers-Cotterêts) je francouzský kanton v departementu Aisne v regionu Hauts-de-France. Tvoří ho 76 obcí. Před reformou kantonů 2014 ho tvořilo 20 obcí.

## Obce kantonu
od roku 2015:
| - Ambrief - Ancienville - Arcy-Sainte-Restitue - Armentieres-sur-Ourcq - Beugneux - Billy-sur-Ourcq - Bonnesvalyn - Breny - Brumetz - Bussiares - Buzancy - Chacrise - Chaudun - Chézy-en-Orxois - Chouy - Corcy - Courchamps - Coyolles - Cramaille - La Croix-sur-Ourcq - Cuiry-Housse - Dammard - Dampleux - Droizy - Faverolles - La Ferté-Milon | - Fleury - Gandelu - Haramont - Hartennes-et-Taux - Hautevesnes - Largny-sur-Automne - Latilly - Launoy - Licy-Clignon - Longpont - Louâtre - Maast-et-Violaine - Macogny - Marizy-Sainte-Genevieve - Marizy-Saint-Mard - Monnes - Montgobert - Montgru-Saint-Hilaire - Monthiers - Montigny-l'Allier - Muret-et-Crouttes - Nampteuil-sous-Muret - Neuilly-Saint-Front - Noroy-sur-Ourcq - Oigny-en-Valois | - Oulchy-le-Château - Oulchy-la-Ville - Parcy-et-Tigny - Passy-en-Valois - Le Plessier-Huleu - Priez - Puiseux-en-Retz - Retheuil - Rozet-Saint-Albin - Rozieres-sur-Crise - Grand-Rozoy - Saint-Gengoulph - Saint-Rémy-Blanzy - Silly-la-Poterie - Sommelans - Soucy - Taillefontaine - Torcy-en-Valois - Troësnes - Vichel-Nanteuil - Vierzy - Villemontoire - Villers-Cotterets - Villers-Hélon - Vivieres |

před rokem 2015:
| - Ancienville - Corcy - Coyolles - Dampleux - Faverolles - Fleury - Haramont - Largny-sur-Automne - Longpont - Louâtre | - Montgobert - Noroy-sur-Ourcq - Oigny-en-Valois - Puiseux-en-Retz - Retheuil - Soucy - Taillefontaine - Villers-Cotterêts - Villers-Hélon - Vivières |